# Warren Kremer
Warren Kremer (* 26. Juni 1921 in der Bronx, New York City, New York, Vereinigte Staaten; † 24. Juli 2003 in Glen Ridge, New Jersey, Vereinigte Staaten) war ein US-amerikanischer Comiczeichner, der vor allem für seine Kreationen der Figuren Richie Rich, Casper, Hot Stuff the Little Devil und Stumbo the Giant für Harvey Comics bekannt war.

## Leben
Warren Kremer wurde am 26. Juni 1921 in der Bronx als Sohn eines Schildmachers geboren. Er besuchte die High School of Music and Art und studierte anschließend ebenfalls in New York City an der School of Industrial Arts. Nach seinem Studium war Kremer zunächst als Illustrator für verschiedene Pulp-Magazine tätig, einer seiner Lehrer verhalf ihm zu einer Stelle bei Ace Magazines.
Ab Ende der 1940er wurde er dank seines Freundes und Kollegen Steve Mufatti bei Harvey Comics angestellt wurde. Für den Verlag arbeitete er über 35 Jahre lang. Gemeinsam mit dem Herausgeber Alfred Harvey und dem Redakteur Sid Jacobson schuf Kremer beliebte Comicfiguren wie etwa Richie Rich. Die Comicfigur, die ihren ersten Auftritt im September 1953 in dem Comic Little Dot hatte, ist nach Kremers Sohn Richard benannt. Einige Ausgaben hat der Zeichner anonym illustriert und Kremer wird nicht als Urheber genannt. In seiner Zeit bei Harvey Comics entwickelte sich Kremer zum führenden Künstler des Verlages. Er zeichnete bis zu acht Bücher pro Monat, darüber hinaus entwarf und kolorierte er die Cover für den größten Teil der Veröffentlichungen von Harvey Comics. Neben seiner Arbeit im Bereich der Kindercomics erschuf der Künstler ebenfalls verschiedene Horror-Comics, darunter der Titel Black Cat and Tomb of Terror. In den frühen 1950er trugen unter anderem die Cover und Werke von Kremer dazu bei, dass der Kongress der Vereinigten Staaten Anhörungen zu negativen Auswirkungen von Darstellungen von Gewalt und Sex des Mediums durchführen ließ. Das zentrale Ergebnis dieser Anhörungen durch die Kefauver Kommission war der sogenannte Comics Code, der eine faktische Selbstzensur der US-Comicindustrie darstellte.
Nach dem Ende von Harvey Comics im Jahr 1982 war Kremer für Star Comics aktiv, einem kurzlebigen Kindercomic-Imprint von Marvel Comics, das sich auf Adaptionen von Zeichentrickserien für Kinder konzentrierte. Hier war der Zeichner zum Beispiel an Titeln wie Graf Duckula, Ewoks, Planet Terry und Top Dog beteiligt. 1989 erlitt Kremer einen Schlaganfall, der seine linke Körperhälfte lähmte, wovon auch seine Zeichenhand betroffen war. Der Künstler konnte sich anschließend zwar mit der rechten Hand das Zeichnen beibringen, war mit dem Ergebnis allerdings nicht zufrieden, weswegen er seine Karriere schließlich beendete und sich mit seiner Frau in New Jersey zur Ruhe setzte.
Bei Ace Magazines lernte der Comiczeichner seine spätere Frau Grace kennen, die für den Verlag als Letterer tätig war. Grace Kremer übernahm das Lettering der meisten Comics ihres Mannes. Die beiden waren von 1947 bis zu Kremers Tod verheiratet und hatten je zwei Söhne und Töchter. Warren Kremer starb nach kurzer Krankheit mit 82 Jahren am 24. Juli 2003 im Krankenhaus.